# 第三書館
第三書館（だいさんしょかん）は、文芸、ノンフィクションを中心とした日本の出版社。

## 概要
1970年代から主に中東問題、アナキズム、新左翼に関する本を出版している。近年は芥川龍之介や夏目漱石、太宰治の小説集や、花田清輝の作品集、坪内逍遥訳『ザ・シェークスピア-全戯曲(全原文+全訳)全一冊』、『ザ・俳句歳時記』（監修：有馬朗人・金子兜太・廣瀬直人）、『ザ俳句10万人歳時記』（監修：有馬朗人・宇多喜代子・金子兜太・廣瀬直人、編集：松田ひろむ）など文芸関連の書籍も手がけている。

## 注目を集めた刊行書籍

### 中東関係
これまで、ノルウェーの文化人類学者による『カイロの庶民生活』、アラブ民族運動の歴史『アラブの目覚め』といった翻訳書を中心に、30点以上の中東関係の単行本刊行を行っている。また、1990年の湾岸危機時には、板垣雄三東大教授の編集で、同年10月に国内の中東研究者によるシンポジウムの収録と論文を集めた『クウェート危機を読み解く』、同年12月に中東の政治、文化、宗教などを理解するための論考を集めた『中東パースペクティブ』などを刊行し注目された。代表の北川明は「大きな出版社は、中東関係の本は最初から諦めている。私のところは、中東は日本人の外国理解の重要な鍵になると思うから、初版は2000-3000部を出して、時間をかけて売っていく」と述べている。

### 『プリンセス・マサコ』騒動
皇太子徳仁親王妃雅子の苦悩と内情を描いたとされるベン・ヒルズ（オーストラリア・シドニー・モーニング・ヘラルドの元東京特派員でフリージャーナリスト）の著書『プリンセス・マサコ』（副題は「菊の玉座の囚人」）の日本語翻訳版を2007年8月に出版（訳・藤田真利子）。この出版については宮内庁・外務省・皇室・講談社を巻き込んだ紛糾が発生した。
この本の英語版原書は2006年に出版され、日本語版は2007年3月に講談社が出版を決めていた。ここに宮内庁と外務省が「日本の皇室が、ダイアナ妃による……レプロシー・ミッション……への支援のような論議を呼ぶ事柄に関わりをもつことはありえない」という部分に対し、事実誤認だとして著者に公開質問を行った。
講談社は、宮内庁の対応を受け、「東京やバンコクのナイトクラブなどへの出入り。手が早い。これ以上皇室の名が汚される前に手を打つ必要があった」（皇太子よりも早く結婚することになった文仁親王の結婚についての噂についての記述）など、原文にあった149箇所に渡る記述を削除し、最終的に出版中止を決めた。
著者は、宮内庁と外務省が出版社に直接出版中止を依頼もしくは強制したとの証拠はないにもかかわらず、講談社の発行中止について、「日本国民は本で示される事実を知る権利がある」「あからさまな表現の自由に対する攻撃」と評している。
第三書館側は問題部分への指摘は出版中止の理由には当たらないとしている。

### 警視庁流出データ掲載書籍
2010年10月に、警視庁外事三課の内部資料とみられる国際テロに関する資料がインターネット上に流出する警視庁国際テロ捜査情報流出事件があった。第三書館は、日本に在住するイスラム系外国人の個人情報が記載されている問題の文書を『流出「公安テロ情報」全データ』として書籍化し出版した。同書には、捜査対象とみられる人々のほか、捜査協力者および国際テロ捜査を担当する警察官の氏名、写真など個人情報も掲載された。同社は、「警察の情報管理の甘さを問題提起したかった」とコメントしている。
警視庁は問題の資料が内部から流出したものであると認めていないため、著作権の侵害を理由とする出版差止めなどの措置を取ることができない。また捜査資料に創作性があるのかも問題となる。資料に個人情報が記載されたイスラム教徒の男性らは、28日にプライバシー侵害、名誉棄損を理由とする仮処分申請をおこない、東京地方裁判所は翌日29日に本の販売・増刷を禁止する決定を下した。

## 主な出版物

### 政治
- 小田実著書
  - 『小田実全小説』全11巻と別巻（小田実著）
  - 『現状をどうとらえるか』（小田実、色川大吉、西田勝著）1984年8月
  - 『小田実の反戦読本』（小田実著）1982年9月 ISBN 978-4807482061

- 辻元清美著書
  - 『清美するで！！ 新人類が船（ピースボート）を出す！』1987年
  - 『転職して、国会議員になった』1997年　ISBN 9784807497096
  - 『辻元清美の永田町航海記』1998年　ISBN 9784807498147
  - 『辻元清美の「今からでも、変えられる」』2000年　ISBN 9784807400089
  - 『総理、総理、総理!! “小泉現象”におそれず、ひるまず、とらわれず』2001年　ISBN 9784807401123
  - 『なんでやねん』2002年　ISBN 9784807402083

- 民主党新政権関係本
  - 『民主党WHO'S WHO［全議員版］ミンシュラン 民主党人物ガイド 日本を動かす419人の“こんなひと”早わかり』2009年09月 ISBN 978-4-8074-0906-8
  - 『民主党WHO'S WHO ミンシュラン 政権交代人物ガイド 主要63人の“こんなひと”早わかり』2009年09月 ISBN 978-4-8074-0905-1

- 天皇制関連
  - 『「プリンセス・マサコ」の真実 “検閲”された雅子妃情報の謎』（野田峯雄著）2007年8月 ISBN 4-8074-0708-2
  - 『生前退位‐天皇制廃止‐共和制日本へ』（堀内哲編、杉村昌昭、絓秀実、斎藤貴男、下平尾直共著）2017年7月 ISBN 978-4807417179
  - 『天皇制と共和制の狭間で  30代～90代のエンペラー論』（堀内哲編、小沢信男、日野百草、重信房子、山本健治、藤田真利子、天野恵一、松田ひろむ、高橋武智、鹿島正裕、他共著）2018年3月[9]　ISBN 978-4807418084

### ノンフィクション
- 『燃える石油帝国・イラン』（広河隆一編）1979年3月
- 『ポーランド・労働者の反乱』（芝生瑞和編）1981年5月
- 『三里塚東峰十字路 権力の闇と55人の無実』（鎌田慧編）1985年 ISBN 978-4807485093
- 『アラブの目覚め アラブ民族運動物語』（ジョージ・アントニウス著、木村申二翻訳）1989年9月 ISBN 978-4807489091
- 『スーダン もうひとつの「テロ支援国家」』（富田正史著）2002年9月 ISBN 978-4807402069
- 『東村山の闇 「女性市議転落死事件」8年目の真実』（矢野穂積、朝木直子著） 2003年11月 ISBN 978-4807403332
- 『歪曲捜査 ケンカ刑事が暴く警察の実態』（飛松五男著） 2014年2月 ISBN 978-4807414017
- 『戦後70年日本転覆思想史』（小滝透著） 2015年6月 ISBN 978-4807415304
- 『命を救えなかった 釜石・鵜住居防災センターの悲劇』（渋井哲也著）2017年3月 ISBN 978-4807416011
- 『両極激論、愛国か、亡国か。』（坪井一宇、山本健治、前川佳子著） 2017年4月 ISBN 978-4807417001
- 『シャルリ・エブド事件を読み解く 世界の自由思想家たちがフランス版9・11を問う』（ケヴィン・バレット著、板垣雄三訳） 2017年5月 ISBN 978-4807417100
- 『隠蔽と腐敗　防衛省＝「日報」から「イージス・アショア」へ』（田中稔著） 2018年11月 ISBN 978-4807418787
- 『ドキュメント しくじり世代　団塊ジュニア・氷河期中年15人の失敗白書』（日野百草著） 2019年7月 ISBN 978-4807419197

### 学術
- フォー・ビギナーズ・シリーズ 1980年から刊行開始
- 『アフリカ人はこう考える‐作家グギ・ワ・ジオンゴの思想と実践』（宮本正興編・アフリカ文学研究会訳） 1985年7月 ISBN 978-4807485062
- 『民間伝承論』（柳田國男著） 1986年10月 ISBN 978-4807486137
- 『イラン・イラク戦争』（鳥井順著） 1990年7月 ISBN 978-4807490073
- 『中東和平と国際連合 第三次中東戦争と安保理決議242号の成立』（シドニー・D・ベイリー著・木村申二訳） 1992年4月 ISBN 978-4807492022
- 『宇宙の始まり 史的に見たる科学的宇宙観の変遷』（スヴァンテ・アレニウス著、寺田寅彦訳）1992年11月 ISBN 978-4807492268
- 『サハラの砂、オーレスの石 アルジェリア独立革命史』（アリステア・ホーン著、北村美都穂訳）1994年8月 ISBN 978-4807494163
- 『冷戦下・ソ連の対中東戦略』（ガリア・ゴラン著、木村申二、丸山功、花田朋子訳） 2001年7月 ISBN 978-4807401093
- 『精神の非植民地化 アフリカ文学における言語の政治学』（グギ・ワ・ジオンゴ著、宮本正興、楠瀬佳子訳） 2010年6月 ISBN 978-4807410156
- 『「尖閣」列島 釣魚諸島の史的解明』（井上清著）2012年10月 ISBN 978-4807412099
- 『戦後70年労働災害と職業病の年表』（山本健治著）2015年6月 ISBN 978-4807415359
- 『ホッケースティック幻想「地球温暖化説」への異論』（A・W・モントフォード著、桜井邦朋監修、青山洋訳）2016年4月 ISBN 978-4807415755

### 文芸
- 『天皇ごっこ』（見沢知廉著） 1995年12月 ISBN 978-4807495290
- 『異域』（柏楊著） 2012年4月 ISBN 978-4807412105
- 『一日十句』（松田ひろむ著） 2017年4月 ISBN 978-4807417018
- 『無中心』（日野百草著） 2018年1月 ISBN 978-4807418008
- 『ザ・漱石』（全小説2冊）
- 『ザ・太宰治（全小説2冊）
- 『ザ・龍之介』（全小説1冊）
- 『ザ・啄木』 （全詩歌小説全1冊）
- 『ザ・聊斎志異』（全訳1冊）
- 『ザ・源氏物語』（全文対訳全1冊）与謝野晶子訳
- 『ザ・一葉』
- 『ザ・大杉栄』
- 『ザ・多喜二』
- 『ザ・堀辰雄』
- 『ザ・大菩薩峠』
- 『ザ・金瓶梅』
- 『ザ・紅楼夢』
- 『ザ・シェークスピア』
- 『ザ・俳句10万人歳時記・春』 2008年5月5日 ISBN 978-4-8074-0820-7
- 『ザ・俳句10万人歳時記・夏』 2008年8月25日 ISBN 978-4-8074-0821-4
- 『ザ・俳句10万人歳時記・秋』 2008年11月25日 ISBN 978-4-8074-0822-1
- 『ザ・俳句10万人歳時記・冬』 2009年12月31日 ISBN 978-4-8074-0823-8
- 『ザ・俳句10万人歳時記・新年』 2012年1月1日　ISBN 978-4-8074-0824-5

### サブカルチャー
- 『暴走族100人の疾走』（中部博編）1979年6月
- 『チョコレートからヘロインまで ドラッグカルチャーのすべて』（A・ワイル、W・ローセン著、ハミルトン遥子訳）1986年8月 ISBN 978-4807486113
- 『マリファナ・ハイ 意識を変えるモノについての意識を変える』（マリファナ・ハイ編集会）1986年11月 ISBN 978-4807486151
- 『ヤクザ ニッポン的犯罪地下帝国と右翼』（ディビット・E・カプラン、アレック・デュプロ著、松井道男訳）1991年4月 ISBN 978-4807491032
- 『エヴァンゲリオン・スタイル』（森川嘉一郎編）1997年5月 ISBN 9784807497188